# Piper (nome)
Piper  è un nome proprio di persona inglese maschile e femminile.

## Varianti
- Pipere[2]

## Origine e diffusione
Il nome deriva dall'omonimo cognome inglese, che significa letteralmente "suonatore di flauto" (in inglese: pipe).
Il nome si ritrova nei vari Paesi di lingua inglese, quali Regno Unito, Australia, Canada e Stati Uniti.
Ha avuto notevole popolarità negli anni novanta grazie al personaggio della serie televisiva Streghe (Charmed) Piper Halliwell.
Usato prevalentemente al femminile, si ritrova talvolta anche al maschile.

## Onomastico
Il nome è adespota. Le persone che portano questo nome possono quindi festeggiare il proprio onomastico il 1º novembre, giorno dedicato alla festa di Ognissanti.

## Persone

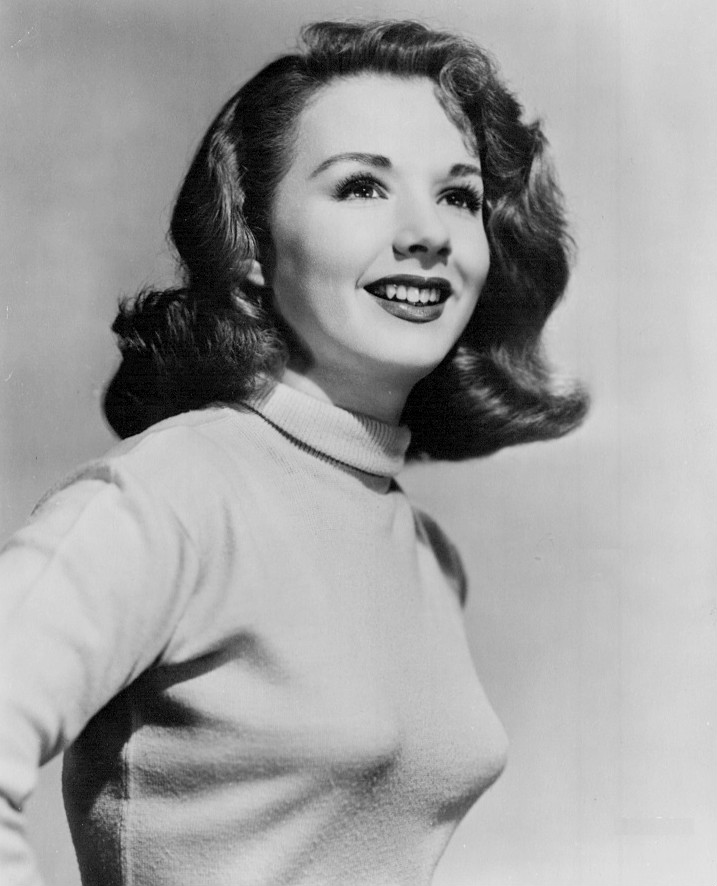
Piper Laurie

- Piper Laurie, attrice statunitense
- Piper Perabo, attrice statunitense

## Il nome nelle arti
- Piper Halliwell è un personaggio della serie televisiva Streghe (Charmed), interpretato dall'attrice Holly Marie Combs[3]
- Piper è un personaggio del film d'animazione Robots (2005)[4]
- Piper Chapman è un personaggio della serie televisiva Orange Is the New Black, interpretato da Taylor Schilling.
- Piper McLean è un personaggio dei romanzi della serie Eroi dell'Olimpo, scritta da Rick Riordan.
- Piper Wright è un personaggio secondario del videogioco Fallout 4.
- Piper Hart è un personaggio della sit com "Henry Danger".